# Bronzetür aus Płock

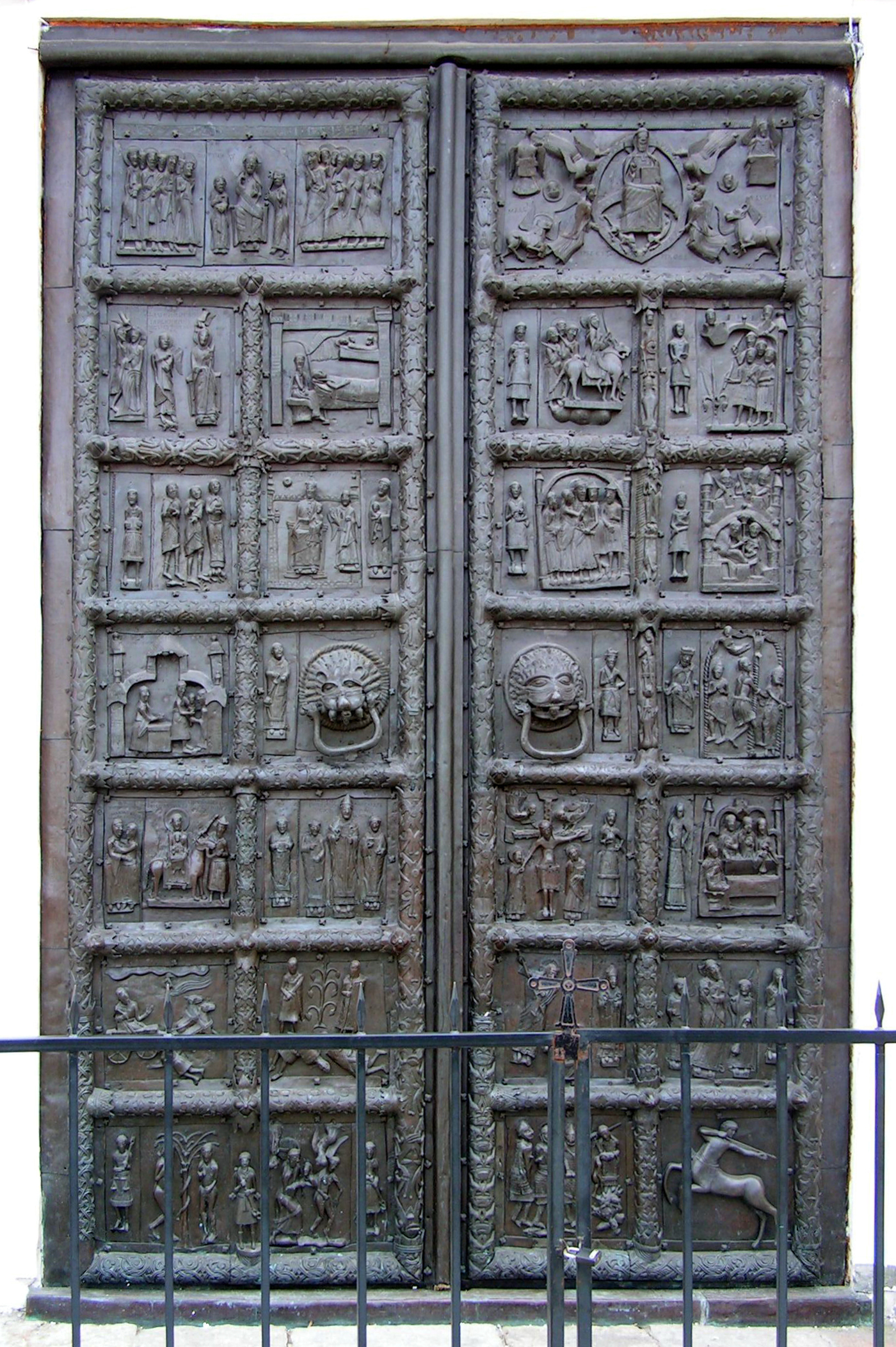
Die originale Bronzetür im Westportal der Sophienkathedrale im Nowgoroder Kreml

Die Bronzetür aus Płock (russisch Магдебургские врата „Magdeburger Tor“) ist ein Kunstwerk der Romanik und war ursprünglich für die Kathedrale von Płock bestimmt, befindet sich jedoch im Westportal der Sophienkathedrale im Nowgoroder Kreml. 

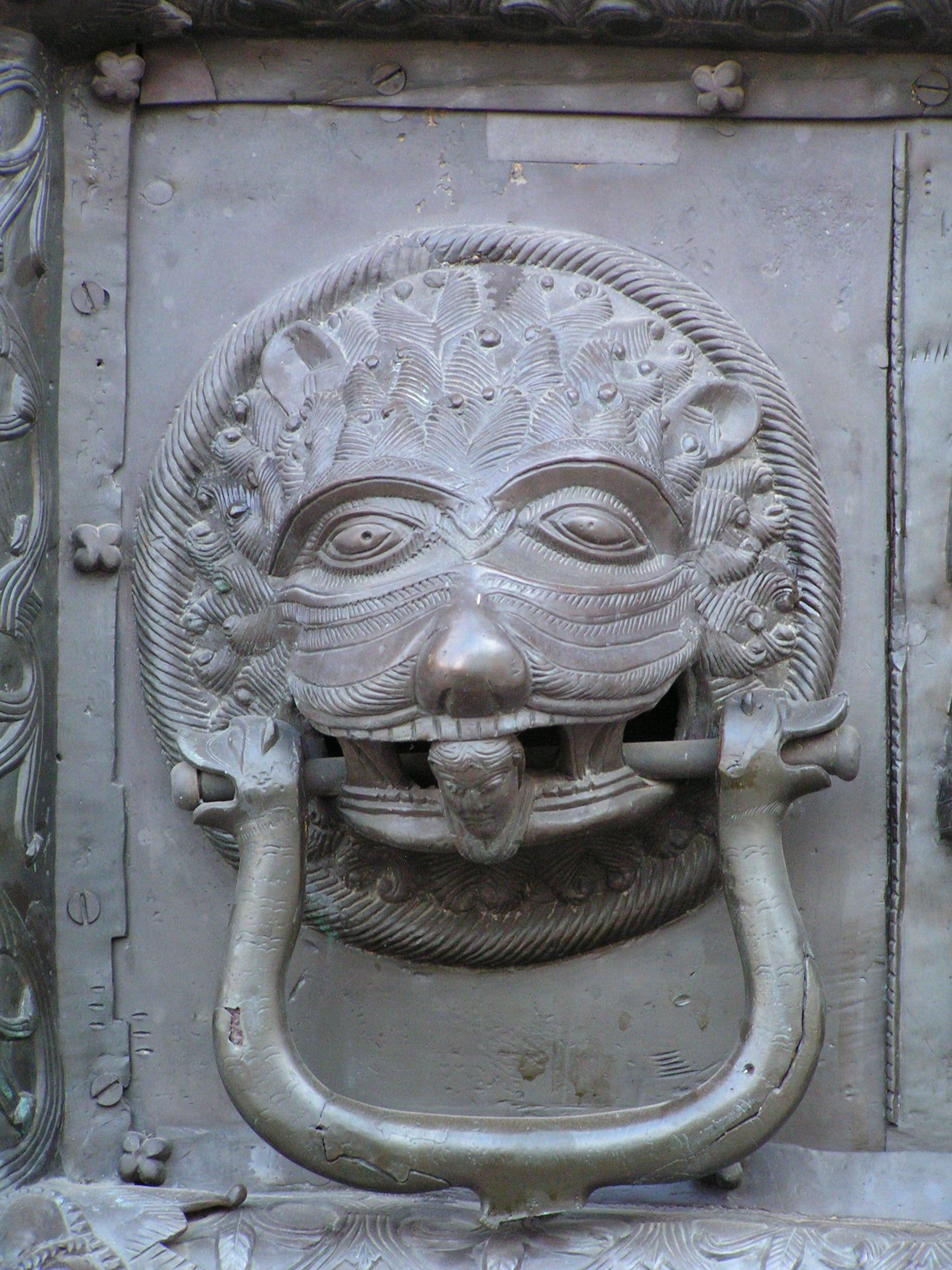
Detail der Originaltür

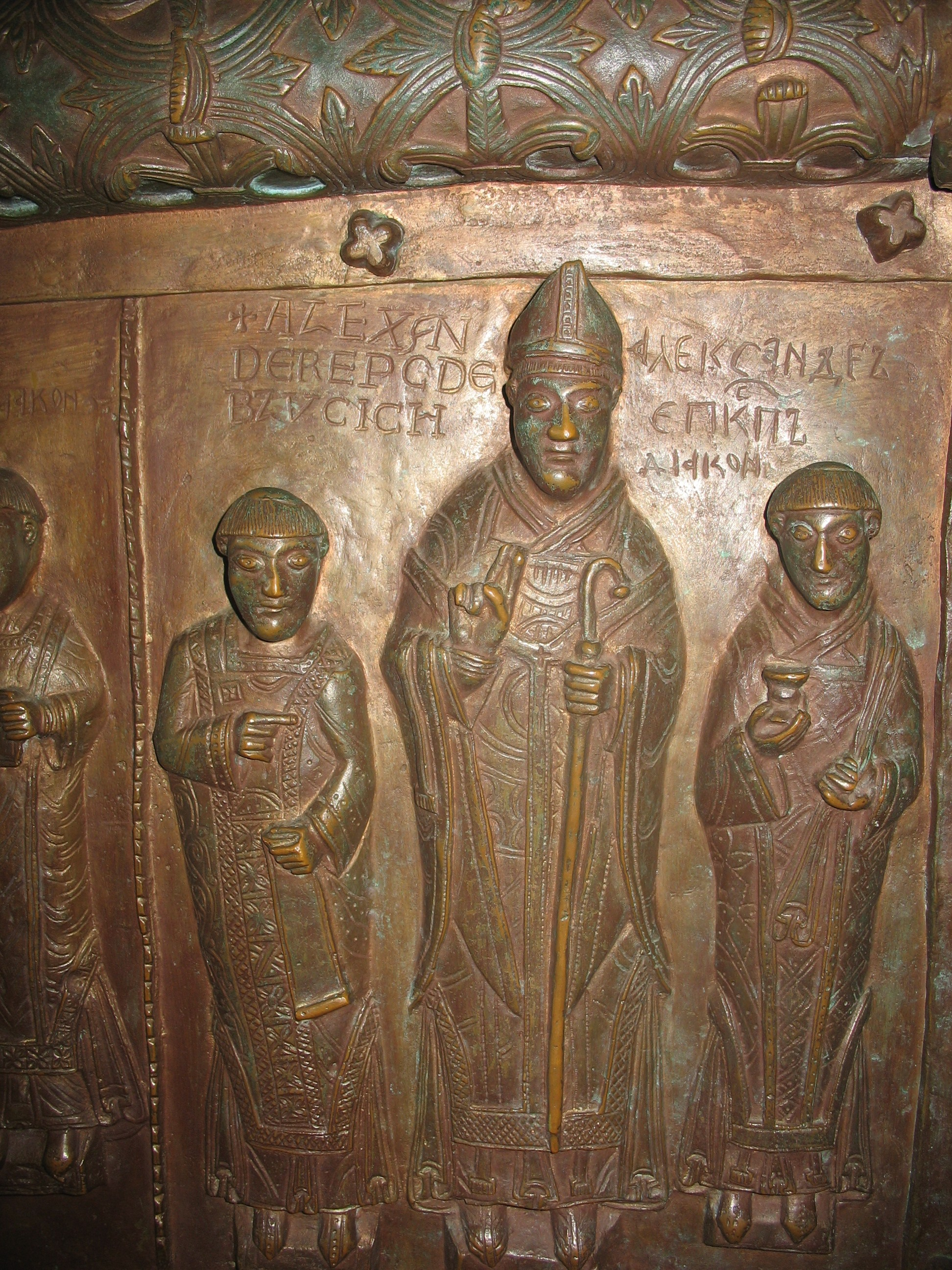
Bischof Alexander (in der Mitte) mit den Diakonen, Kopie in Płock

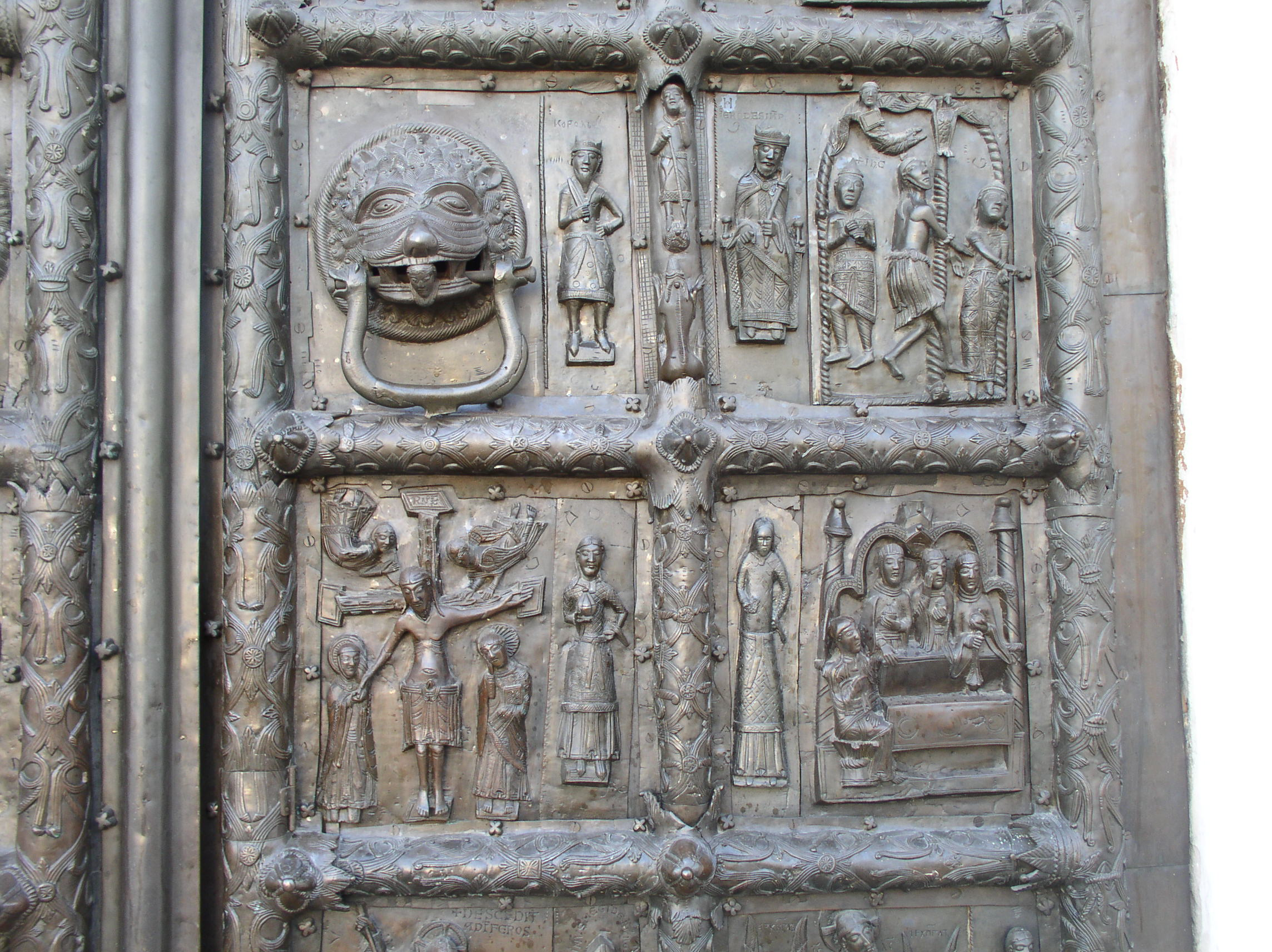
Detail der Originaltür

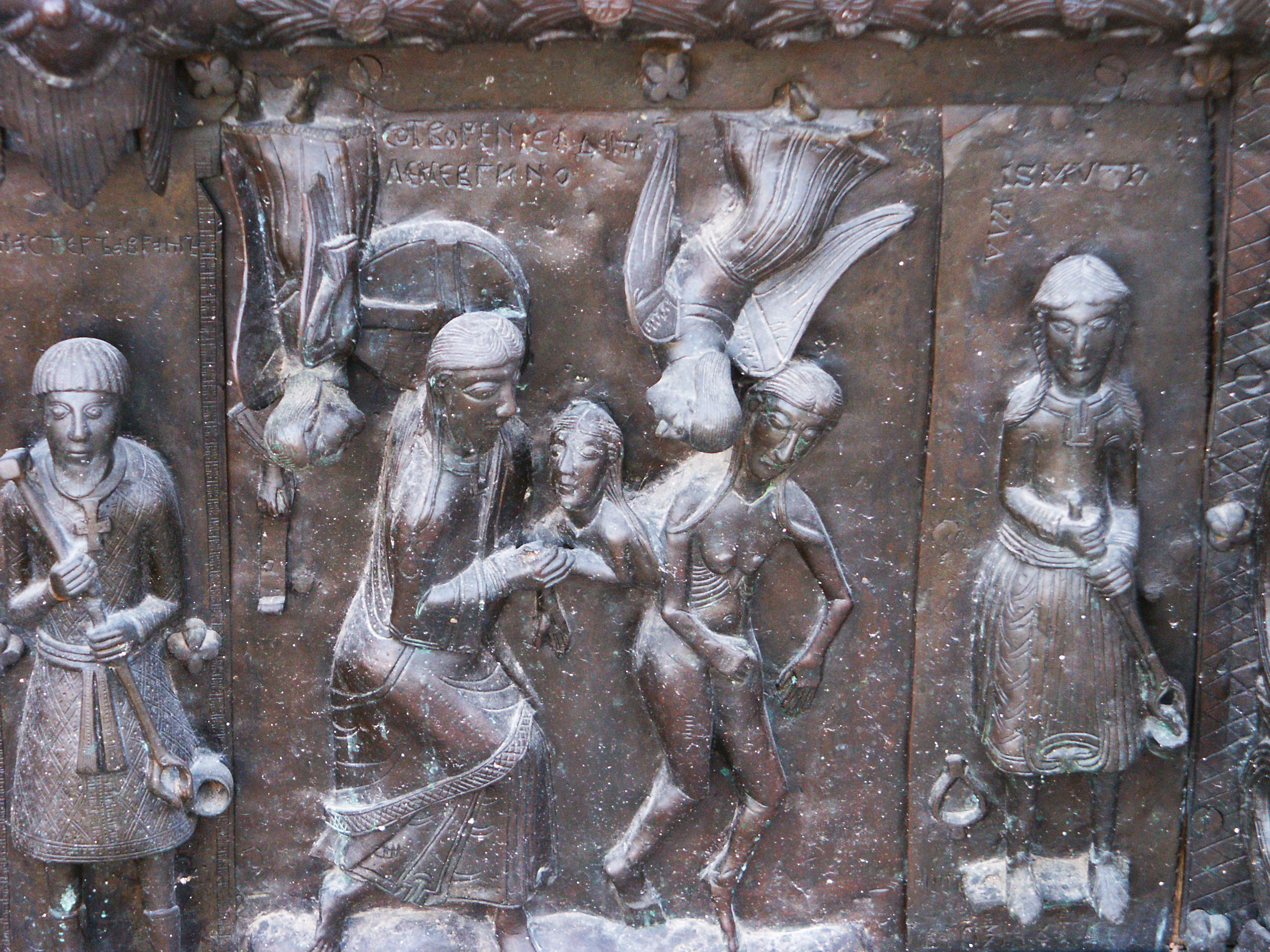
Meister Awram (ganz links), Detail der Originaltür

Sie entstand 1152–1154 in Magdeburg auf Bestellung des Bischofs von Płock, Alexander aus Malonne, und wurde ursprünglich in der 1130–1144 errichteten Kathedrale eingebaut. Die Bestellung wurde unter Vermittlung des Magdeburger Bischofs Wichmann dem Meister Riquinus und (vermutlich) seinem Helfer Waismuth anvertraut. Beteiligt war auch Meister Awram aus Nowgorod.
Die Bestandteile der Tür wurden separat aus Bronze gegossen und an die hölzernen Türflügel in einer teilweise verwechselten Reihenfolge angenagelt. Die Bildfolge wurde mehrfach verändert und russische Inschriften hinzugefügt. Die Veränderungen sind durch mindestens vier unterschiedliche Reihen der Versatzmarken erkennbar.
Zwischen den Platten mit figürlichen Motiven befinden sich breite Bordüren. Insgesamt besteht die Tür aus 24 quadratischen und 2 rechteckigen Bronzeplatten doppelter Breite (oben). Zwischen den Platten befanden sich Leisten mit Pflanzenornamenten, im oberen Teil durch figürliche Motive von Rittern und Bestien ersetzt. 
Die Platten stellen den Zyklus der Erlösung dar, beginnend mit der Szene der Erschaffung des ersten Menschen bis zum Christus als Weltenrichter thronend umgeben von Evangelistensymbolen. Viele Platten sind der Kindheit Jesu und der Passionsgeschichte gewidmet. Die Gestalt des Propheten Elias auf dem Feuerwagen fungiert als typologische Parallele zur Himmelfahrt Christi. 
Die Platte mit den zwei Gestalten schwer geharnischter Ritter und zwei liegenden besiegten Gegnern wird durch eine Inschrift als „Armut“ betitelt. 
Die Türzieher sind in Form von Löwenköpfen gestaltet, die in halboffenen Mäulern kleine Menschenköpfe halten. Der Bischof Alexander wurde im liturgischen Gewand zwischen zwei Diakonen, dem Bischof Wichmann und den Urhebern der Tür dargestellt. 
Der Kunsthistoriker Zygmunt Świechowski fand eine Ähnlichkeit dieser Tür mit den Türen von San Zeno in Verona und der Tür des Augsburger Doms.

## Die Geschichte der Bronzetür
Nach den bisherigen Forschungen blieb die Tür 250 Jahre lang in Płock, danach wurde sie nach Nowgorod gebracht und in der Sophienkathedrale im Nowgoroder Kreml eingebaut. Entweder wurde sie von den Litauern im 13. Jahrhundert während eines Raubzuges durch Masowien entwendet, oder sie wurde dem Fürsten von Nowgorod, Simon Lingwen, dem Bruder von Władysław II. Jagiełło, vom Klerus oder vom Fürsten von Płock geschenkt.
Im Jahr 1962 wurde ein Abguss aus Epoxidharz erstellt, und 1978–1981 wurde eine Kopie aus Bronze gegossen, die die Kathedrale von Płock bis heute schmückt.

## Abguss
Das Germanisches Nationalmuseum Nürnberg besitzt einen Abguss der Türe aus dem 19. Jahrhundert. Dieser ist (Stand 2024) im Durchgangstrakt vom Kreuzgang hin zur Vor- und Frühgeschichtlichen Sammlung ausgestellt. 

## Quelle
- Świechowski Zygmunt: Sztuka romańska w Polsce. Arkady, Warszawa 1982, ISBN 83-213-2925-X, S. 67–69.
- Hans-Joachim Krause, Ernst Schubert (Hrsg.): Die Bronzetür der Sophienkathedrale in Nowgorod. (= Insel-Bücherei Nr. 910), Insel-Verlag, Leipzig 1968 (Nachauflagen 1976, 1988)
- Willibald Sauerländer: Die Bronzetür von Nowgorod. R. Piper & Co Verlag, München 1963